# Eucyclops neumani
Eucyclops neumani – gatunek widłonoga z rodziny Cyclopidae. Jako pierwszy opisał go w 1927 roku austriacki zoolog Otto Pesta (1885–1974), nadając mu nazwę Cyclops neumani.